# ایگلزهام
ایگلزهام (به انگلیسی: Eaglesham) یک روستا در بریتانیا است که در اسکاتلند واقع شده‌است. ایگلزهام ۳٬۱۱۴ نفر جمعیت دارد.